# Kambodjansk-vietnamesiska kriget
Kambodjansk-vietnamesiska kriget var ett krig som ägde rum mellan 1977 och 1979 mellan Kambodja (dåvarande Demokratiska Kampuchea) och Vietnam. 

## Bakgrund
Demokratiska Kampucheas styrande kommunistiska parti, Röda khmererna, som ursprungligen bildats ur Vietnams kommunistparti, hade haft goda relationer till Vietnam under Vietnamkriget. Det fanns flera orsaker till att relationerna successivt försämrades. Röda khmererna krävde att Mekongdeltat skulle tillhöra Kambodja, och attacker mot byar i Vietnam genomfördes. Dessutom drabbades minoriteten vietnameser i Kambodja av förföljelse. På ett större plan fanns det en koppling mellan konflikten mellan de två kommunistiska supermakterna Sovjetunionen och Kina, eftersom Sovjet stödde Vietnam och Kina stödde Kambodja.
År 1975 genomförde Röda khmererna attacker mot öarna Phu Quoc och Thổ Chu. Två år senare genomfördes två attacker mot Vietnam och flera massakrer på civila genomfördes. Den 25 december 1978 invaderade Vietnam Kambodja och lyckades snabbt ta kontroll över städerna medan Röda khmererna förblev i maktposition på landsbygden. Kambodjas huvudstad Phnom Penh föll till de vietnamesiska styrkorna den 7 januari 1979 och Pol Pot-regimen avsattes formellt, även om dess främsta medlemmar hunnit fly ut på landsbygden. Den 17 februari invaderades det Sovjetvänliga Vietnam i sin tur av Kina, men efter en inledningsvis framgångsrik marsch mot Hanoi stötte den kinesiska armén på hårt vietnamesiskt motstånd och avbröt invasionen den 5 mars efter att ha intagit två större gränsstäder. Den 14 mars evakuerade Kina Vietnam som vid det laget erövrat alla större städer i Kambodja. Därefter förde Röda khmererna ett gerillakrig mot den nya av Vietnam valda och understödda regeringen under ledning av Heng Samrin. Vietnam började dra tillbaka sin militär 1986 men de sista trupperna lämnade landet först 1989, då Röda khmerernas roll övertagits av andra, mera moderat präglade krafter. Kambodja höll sina första demokratiska val 1994, organiserade av FN.